# Pallavolo Piacenza 2016-2017
Questa voce raccoglie le informazioni riguardanti la Pallavolo Piacenza nelle competizioni ufficiali della stagione 2016-2017.

## Stagione
La stagione 2016-17 è per la Pallavolo Piacenza, sponsorizzata dalla LPR, la quindicesima consecutiva in Serie A1; come allenatore viene confermato Alberto Giuliani, mentre la rosa è quasi del tutto cambiate con le poche conferme di Samuele Papi, Luca Tencati, Hristo Zlatanov, Francesco Cottarelli e Loris Manià. I nuovi acquisti sono quelli di Simone Parodi, Aimone Alletti, Trévor Clévenot, Fernando Hernández, Raydel Hierrezuelo, Viktor Josifov e Leonel Marshall, le cessioni riguardano invece Thijs ter Horst, Manuel Coscione, Stefano Patriarca, Emanuel Kohút e John Perrin.
Il campionato inizia con due sconfitte consecutive: la prima vittoria arriva alla terza giornata contro il BluVolley Verona, a cui ne seguono altre cinque; nelle ultime cinque giornate del girone di andata il club di Piacenza ottiene tre successi e due gare perse, rispettivamente contro la Callipo Sport alla nona giornata e il Modena Volley alla dodicesima, chiudendo al quinto posto in classifica, qualificandosi alla Coppa Italia. Il girone di ritorno si apre con tre stop di fila: successivamente la Pallavolo Piacenza vince contro la Pallavolo Molfetta e perde contro la Trentino Volley; dopo tre vittorie, la regular season si chiude con tre insuccessi nelle ultime quattro giornate e il sesto posto in classifica. Nei quarti di finale dei play-off scudetto la squadra è eliminata dalla Sir Safety Perugia che vince le due gare utili per passare il turno. Accede quindi ai play-off per il quinto posto: nei quarti di finale ha la meglio in tre gare sulla Top Volley, mentre in semifinale supera per 3-1 il Volley Milano; nella finale è sconfitta per 3-2 dal Gruppo Sportivo Porto Robur Costa.
Grazie al quinto posto al termine del girone di andata della Serie A1 2016-17 la Pallavolo Piacenza partecipa alla Coppa Italia: batte rispettivamente agli ottavi di finale la Pallavolo Molfetta e ai quarti di finale la Sir Safety Perugia, accedendo alla Final Four di Casalecchio di Reno. Viene poi eliminata dalla competizione a seguito della sconfitta in semifinale contro l'Associazione Sportiva Volley Lube.
A seguito dei risultati raggiunti nella Serie A1 2015-16 si qualifica alla Challenge Cup: tuttavia per decisione della CEV viene ripescata in Coppa CEV. Nelle prime tre fasi delle competizione il cammino è costellato di successi sia nelle gare di andata che in quelle di ritorno, superando nell'ordine il Budaŭnik Minsk, il Volleyball Team Tirol e l'Odbojkaški klub Vojvodina: nei quarti di finale, a seguito della doppia sconfitta per 3-0 inflitta dalla Trentino Volley, è eliminata dal torneo.

## Organigramma societario
Area direttiva
- Presidente: Guido Molinaroli
- Presidente onorario: Roberto Pighi

Area organizzativa
- Amministratore delegato: Roberto Pighi
- Team manager: Alessandra Fantoni
- Direttore sportivo: Gabriele Cottarelli
- Segreteria amministrativa: Enrica Cò
- Logistica: Giovanni D'Ancona, Paolo Brocchieri
- Addetto agli arbitri: Stefano Zucchi

Area tecnica
- Allenatore: Alberto Giuliani
- Allenatore in seconda: Marco Camperi
- Scout man: Roberto Di Maio
- Responsabile settore giovanile: Massimo Savi

Area comunicazione
- Ufficio stampa: Aldo Binaghi, Giorgia Camoni, Elisa Uccelli
- Relazioni esterne: Monica Uccelli
- Speaker: Nicola Gobbi

Area sanitaria
- Medico: Bernardo Palladini
- Preparatore atletico: Juan Carlod De Lellis
- Fisioterapista: Alessandro Russo

## Rosa
| N° | Nome                 | Ruolo | Data di nascita   | Nazionalità sportiva |
| -- | -------------------- | ----- | ----------------- | -------------------- |
| 1  | Loris Manià          | L     | 21 gennaio 1979   | Italia               |
| 3  | Simone Parodi        | S     | 16 giugno 1986    | Italia               |
| 4  | Aimone Alletti       | C     | 28 giugno 1988    | Italia               |
| 5  | Gabriele Di Martino  | C     | 20 luglio 1997    | Italia               |
| 6  | Samuele Papi         | S     | 20 maggio 1973    | Italia               |
| 7  | Leonel Marshall      | S     | 25 settembre 1979 | Cuba                 |
| 10 | Giōrgos Tzioumakas   | S/O   | 23 gennaio 1995   | Grecia               |
| 11 | Hristo Zlatanov      | S     | 21 aprile 1976    | Italia               |
| 12 | Viktor Josifov       | C     | 16 ottobre 1985   | Bulgaria             |
| 13 | Luca Tencati         | C     | 16 marzo 1979     | Italia               |
| 14 | Raydel Hierrezuelo   | P     | 14 luglio 1987    | Cuba                 |
| 15 | Fernando Hernández   | S/O   | 11 settembre 1989 | Cuba                 |
| 17 | Trévor Clévenot      | S     | 28 giugno 1994    | Francia              |
| 18 | Francesco Cottarelli | P     | 16 ottobre 1996   | Italia               |

## Mercato
| Acquisti | Acquisti            | Acquisti           | Acquisti   |
| R.       | Nome                | da                 | Modalità   |
| -------- | ------------------- | ------------------ | ---------- |
| C        | Aimone Alletti      | Powervolley Milano | definitivo |
| S        | Trévor Clévenot     | Spacer's Toulouse  | definitivo |
| C        | Gabriele Di Martino | Molfetta           | definitivo |
| S/O      | Fernando Hernández  | Molfetta           | definitivo |
| P        | Raydel Hierrezuelo  | Molfetta           | definitivo |
| C        | Viktor Josifov      | Top Volley Latina  | definitivo |
| S/O      | Leonel Marshall     | Beijing            | definitivo |
| S        | Simone Parodi       | Lube               | definitivo |
| S/O      | Giōrgos Tzioumakas  | Sir Safety Perugia | definitivo |

| Cessioni | Cessioni          | Cessioni          | Cessioni   |
| R.       | Nome              | a                 | Modalità   |
| -------- | ----------------- | ----------------- | ---------- |
| P        | Manuel Coscione   | Callipo           | definitivo |
| C        | Emanuel Kohút     | Czarni Radom      | definitivo |
| S/O      | Dražen Luburić    | Skra Bełchatów    | definitivo |
| C        | Stefano Patriarca | Emma Villas       | definitivo |
| S        | John Perrin       | Asseco Resovia    | definitivo |
| S        | Marko Sedlaček    | HAOK Mladost      | definitivo |
| P        | Miguel Tavares    | Tourcoing         | definitivo |
| S/O      | Thijs ter Horst   | Samsung Bluefangs | definitivo |

## Risultati

### Serie A1

#### Girone di andata
| 1ª giornata - 2 ottobre 2016 PalaBanca, Piacenza               | Piacenza | 1 - 3 | Sir Safety Perugia | 18-25, 25-23, 16-25, 21-25        |
| 2ª giornata - 9 ottobre 2016 PalaCivitanova, Civitanova Marche | Lube     | 3 - 0 | Piacenza           | 25-20, 27-25, 25-9                |
| 3ª giornata - 16 ottobre 2016 PalaBanca, Piacenza              | Piacenza | 3 - 2 | BluVolley Verona   | 25-23, 21-25, 25-18, 20-25, 17-15 |
| 4ª giornata - 19 ottobre 2016 PalaPoli, Molfetta               | Molfetta | 2 - 3 | Piacenza           | 25-22, 25-18, 22-25, 14-25, 14-16 |
| 5ª giornata - 17 ottobre 2016 PalaBanca, Piacenza              | Piacenza | 3 - 1 | Trentino           | 22-25, 25-23, 25-21, 25-22        |
| 6ª giornata - 29 ottobre 2016 PalaBanca, Piacenza              | Piacenza | 3 - 2 | Powervolley Milano | 40-38, 26-28, 29-31, 25-22, 15-13 |
| 7ª giornata - 1º novembre 2016 PalaPolsinelli, Sora            | Argos    | 0 - 3 | Piacenza           | 25-27, 20-25, 23-25               |
| 8ª giornata - 6 novembre 2016 PalaBanca, Piacenza              | Piacenza | 3 - 1 | Top Volley Latina  | 25-21, 34-32, 15-25, 25-23        |
| 9ª giornata - 9 novembre 2016 PalaValentia, Vibo Valentia      | Callipo  | 3 - 1 | Piacenza           | 25-23, 25-22, 23-25, 26-24        |
| 10ª giornata - 13 novembre 2016 PalaBanca, Piacenza            | Piacenza | 3 - 0 | Porto Robur Costa  | 25-19, 25-18, 25-23               |
| 11ª giornata - 20 novembre 2016 PalaSanLazzaro, Padova         | Padova   | 0 - 3 | Piacenza           | 23-25, 18-25, 23-25               |
| 12ª giornata - 27 novembre 2016 PalaBanca, Piacenza            | Piacenza | 1 - 3 | Modena             | 19-25, 29-27, 31-33, 22-25        |
| 13ª giornata - 4 dicembre 2016 Palazzetto dello Sport, Monza   | Milano   | 1 - 3 | Piacenza           | 21-25, 25-16, 19-25, 13-25        |

#### Girone di ritorno
| 14ª giornata - 11 dicembre 2016 PalaEvangelisti, Perugia  | Sir Safety Perugia | 3 - 1 | Piacenza | 25-22, 25-21, 21-25, 25-14        |
| 15ª giornata - 18 dicembre 2016 PalaBanca, Piacenza       | Piacenza           | 1 - 3 | Lube     | 22-25, 23-25, 25-20, 23-25        |
| 16ª giornata - 26 dicembre 2016 PalaOlimpia, Verona       | BluVolley Verona   | 3 - 0 | Piacenza | 25-16, 25-22, 35-33               |
| 17ª giornata - 29 dicembre 2016 PalaBanca, Piacenza       | Piacenza           | 3 - 1 | Molfetta | 23-25, 25-14, 25-17, 25-18        |
| 18ª giornata - 8 gennaio 2017 PalaTrento, Trento          | Trentino           | 3 - 0 | Piacenza | 25-17, 25-23, 25-20               |
| 19ª giornata - 15 gennaio 2017 PalaYamamay, Busto Arsizio | Powervolley Milano | 1 - 3 | Piacenza | 24-26, 26-24, 23-25, 19-25        |
| 20ª giornata - 22 gennaio 2017 PalaBanca, Piacenza        | Piacenza           | 3 - 2 | Argos    | 25-23, 25-20, 17-25, 24-26, 15-12 |
| 21ª giornata - 5 febbraio 2017 PalaBianchini, Latina      | Top Volley Latina  | 2 - 3 | Piacenza | 25-23, 18-25, 21-25, 25-14, 10-15 |
| 22ª giornata - 9 febbraio 2017 PalaBanca, Piacenza        | Piacenza           | 3 - 1 | Callipo  | 25-20, 24-26, 25-22, 25-21        |
| 23ª giornata - 12 febbraio 2017 PalaDeAndré, Ravenna      | Porto Robur Costa  | 3 - 0 | Piacenza | 25-16, 25-17, 25-21               |
| 24ª giornata - 19 febbraio 2017 PalaBanca, Piacenza       | Piacenza           | 3 - 2 | Padova   | 21-25, 25-14, 25-21, 22-25, 15-11 |
| 25ª giornata - 26 febbraio 207 PalaPanini, Modena         | Modena             | 3 - 1 | Piacenza | 25-19, 19-25, 25-21, 25-19        |
| 26ª giornata - 22 febbraio 2017 PalaBanca, Piacenza       | Piacenza           | 2 - 3 | Milano   | 18-25, 22-25, 28-26, 25-17, 12-15 |

#### Play-off scudetto
| Quarti di finale (gara 1) - 4 marzo 2017 PalaEvangelisti, Perugia | Sir Safety Perugia | 3 - 0 | Piacenza           | 25-13, 25-17, 25-18 |
| Quarti di finale (gara 2) - 8 marzo 2017 PalaBanca, Piacenza      | Piacenza           | 0 - 3 | Sir Safety Perugia | 23-25, 20-25, 23-25 |

#### Play-off 5º posto
| Quarti di finale (gara 1) - 28 marzo 2017 PalaBanca, Piacenza   | Piacenza          | 3 - 2 | Top Volley Latina | 20-25, 22-25, 25-22, 29-27, 15-8  |
| Quarti di finale (gara 2) - 2 aprile 2017 PalaBianchini, Latina | Top Volley Latina | 1 - 3 | Piacenza          | 25-19, 20-25, 22-25, 17-25        |
| Quarti di finale (gara 3) - 9 aprile 2017 PalaBanca, Piacenza   | Piacenza          | 3 - 1 | Top Volley Latina | 25-17, 24-26, 25-23, 27-25        |
| Semifinali - 22 aprile 2017 PalaOlimpia, Verona                 | Piacenza          | 3 - 1 | Milano            | 20-25, 25-17, 25-22, 25-18        |
| Finale - 23 aprile 2017 PalaOlimpia, Verona                     | Piacenza          | 2 - 3 | Porto Robur Costa | 23-25, 26-24, 25-21, 23-25, 12-15 |

### Coppa Italia

#### Fase a eliminazione diretta
| Ottavi di finale - 14 dicembre 2016 PalaBanca, Piacenza        | Piacenza           | 3 - 1 | Molfetta | 25-23, 22-25, 25-22, 25-17        |
| Quarti di finale - 11 gennaio 2017 PalaEvangelisti, Perugia    | Sir Safety Perugia | 2 - 3 | Piacenza | 25-17, 25-23, 23-25, 21-25, 13-15 |
| Semifinali - 28 gennaio 2017 Unipol Arena, Casalecchio di Reno | Lube               | 3 - 2 | Piacenza | 25-12, 23-25, 25-15, 24-26, 15-13 |

### Coppa CEV

#### Fase a eliminazione diretta
| Trentaduesimi di finale (andata) - 8 dicembre 2016 PalaBanca, Piacenza        | Piacenza       | 3 - 1 | Budaŭnik Minsk | 26-24, 30-28, 21-25, 25-22 |
| Trentaduesimi di finale (ritorno) - 20 dicembre 2016 Falcon Club Arena, Minsk | Budaŭnik Minsk | 1 - 3 | Piacenza       | 25-23, 14-25, 21-25, 20-25 |
| Sedicesimi di finale (andata) - 4 gennaio 2017 PalaBanca, Piacenza            | Piacenza       | 3 - 0 | Tirol          | 25-21, 25-22, 25-12        |
| Sedicesimi di finale (ritorno) - 18 gennaio 2017 Olympiahalle, Innsbruck      | Tirol          | 1 - 3 | Piacenza       | 20-25, 16-25, 25-12, 23-25 |
| Ottavi di finale (andata) - 1º febbraio 2017 PalaBanca, Piacenza              | Piacenza       | 3 - 0 | Vojvodina      | 25-20, 25-16, 27-25        |
| Ottavi di finale (ritorno) - 15 febbraio 2017 Centro Sportivo SPENS, Novi Sad | Vojvodina      | 0 - 3 | Piacenza       | 19-25, 23-25, 22-25        |
| Quarti di finale (andata) - 1º marzo 2017 PalaBanca, Piacenza                 | Piacenza       | 0 - 3 | Trentino       | 19-25, 23-25, 21-25        |
| Quarti di finale (ritorno) - 15 marzo 2017 PalaTrento, Trento                 | Trentino       | 3 - 1 | Piacenza       | 25-20, 25-22, 22-25, 25-15 |

## Statistiche

### Statistiche di squadra
| Competizione | Punti | In casa | In casa | In casa | In trasferta | In trasferta | In trasferta | Totale | Totale | Totale |
| Competizione | Punti | G       | V       | P       | G            | V            | P            | G      | V      | P      |
| ------------ | ----- | ------- | ------- | ------- | ------------ | ------------ | ------------ | ------ | ------ | ------ |
| Serie A1     | 40    | 16      | 11      | 5       | 15           | 7            | 8            | 33     | 19     | 14     |
| Coppa Italia | -     | 1       | 1       | 0       | 1            | 1            | 0            | 3      | 2      | 1      |
| Coppa CEV    | -     | 4       | 3       | 1       | 4            | 3            | 1            | 8      | 6      | 2      |
| Totale       | -     | 21      | 15      | 6       | 20           | 11           | 9            | 44     | 27     | 17     |

G = partite giocate; V = partite vinte; P = partite perse

### Statistiche dei giocatori
| Giocatore      | Serie A1 | Serie A1 | Serie A1 | Serie A1 | Serie A1 | Coppa Italia | Coppa Italia | Coppa Italia | Coppa Italia | Coppa Italia | Coppa CEV | Coppa CEV | Coppa CEV | Coppa CEV | Coppa CEV | Totale | Totale | Totale | Totale | Totale |
| Giocatore      | P        | PT       | AV       | MV       | BV       | P            | PT           | AV           | MV           | BV           | P         | PT        | AV        | MV        | BV        | P      | PT     | AV     | MV     | BV     |
| -------------- | -------- | -------- | -------- | -------- | -------- | ------------ | ------------ | ------------ | ------------ | ------------ | --------- | --------- | --------- | --------- | --------- | ------ | ------ | ------ | ------ | ------ |
| A. Alletti     | 33       | 229      | 147      | 58       | 24       | 3            | 16           | 7            | 6            | 3            | 8         | 36        | 21        | 9         | 6         | 44     | 281    | 175    | 73     | 33     |
| T. Clévenot    | 33       | 407      | 341      | 34       | 32       | 3            | 27           | 23           | 2            | 2            | 8         | 109       | 92        | 5         | 12        | 44     | 543    | 456    | 41     | 46     |
| F. Cottarelli  | 28       | 9        | 1        | 0        | 8        | 3            | 1            | 0            | 0            | 1            | 7         | 1         | 1         | 0         | 0         | 38     | 11     | 2      | 0      | 9      |
| G. Di Martino  | 9        | 38       | 29       | 9        | 0        | 0            | 0            | 0            | 0            | 0            | 1         | 1         | 1         | 0         | 0         | 10     | 39     | 30     | 9      | 0      |
| F. Hernández   | 33       | 701      | 595      | 27       | 79       | 3            | 79           | 67           | 2            | 10           | 7         | 94        | 80        | 7         | 7         | 43     | 874    | 742    | 36     | 96     |
| R. Hierrezuelo | 33       | 178      | 102      | 61       | 15       | 3            | 22           | 12           | 5            | 5            | 8         | 34        | 14        | 9         | 11        | 44     | 234    | 128    | 75     | 31     |
| V. Josifov     | 31       | 147      | 83       | 50       | 14       | 3            | 5            | 3            | 2            | 0            | 8         | 58        | 31        | 19        | 8         | 42     | 210    | 117    | 71     | 22     |
| L. Manià       | 28       | 1        | 1        | 0        | 0        | 3            | 0            | 0            | 0            | 0            | 8         | 0         | 0         | 0         | 0         | 39     | 1      | 1      | 0      | 0      |
| L. Marshall    | 24       | 278      | 233      | 36       | 9        | 3            | 40           | 32           | 4            | 4            | 4         | 28        | 22        | 6         | 0         | 31     | 346    | 287    | 46     | 13     |
| S. Papi        | 21       | 13       | 9        | 4        | 0        | 1            | 0            | 0            | 0            | 0            | 2         | 0         | 0         | 0         | 0         | 23     | 13     | 9      | 4      | 0      |
| S. Parodi      | 25       | 68       | 62       | 5        | 1        | 3            | 3            | 3            | 0            | 0            | 6         | 57        | 45        | 7         | 5         | 34     | 128    | 110    | 12     | 6      |
| L. Tencati     | 23       | 61       | 34       | 24       | 3        | 3            | 12           | 4            | 7            | 1            | 3         | 3         | 3         | 0         | 0         | 27     | 76     | 41     | 31     | 4      |
| G. Tzioumakas  | 14       | 8        | 5        | 2        | 1        | 2            | 0            | 0            | 0            | 0            | 8         | 49        | 44        | 4         | 1         | 24     | 57     | 49     | 6      | 2      |
| H. Zlatanov    | 11       | 36       | 24       | 5        | 7        | 0            | 0            | 0            | 0            | 0            | 1         | 0         | 0         | 0         | 0         | 12     | 36     | 24     | 5      | 7      |

P = presenze; PT = punti totali; AV = attacchi vincenti; MV = muri vincenti; BV = battute vincenti